# سركان سارارر
سركان سارارر (بالتركية: Sercan Sararer)‏؛ مواليد 27 نوفمبر 1989 في نورنبرغ، ألمانيا الغربية، هو لاعب كرة قدم تركي من أصل إسباني يلعب لنادي غرويتر فورت ومنتخب تركيا لكرة القدم كلاعب وسط.

## روابط خارجية
- سركان سارارر على موقع الاتحاد الدولي (مؤرشف)  (الإنجليزية)
- سركان سارارر على موقع الاتحاد الأوربي (الإنجليزية)
- سركان سارارر على موقع اتحاد تركيا (لاعب) (الإنجليزية)
- سركان سارارر على موقع قاعدة بيانات كرة القدم.إي يو (الإنجليزية)
- سركان سارارر على موقع بيانات كرة القدم. دي إي (الألمانية)
- سركان سارارر على موقع ناشيونال فوتبول تيمز (الإنجليزية)
- سركان سارارر على موقع Soccerway.com (الإنجليزية)
- سركان سارارر على موقع عالم كرة القدم.نت (الإنجليزية)
- سركان سارارر على موقع كووورة
- سركان سارارر على موقع AS.com (الإسبانية)